# Momia del pantano

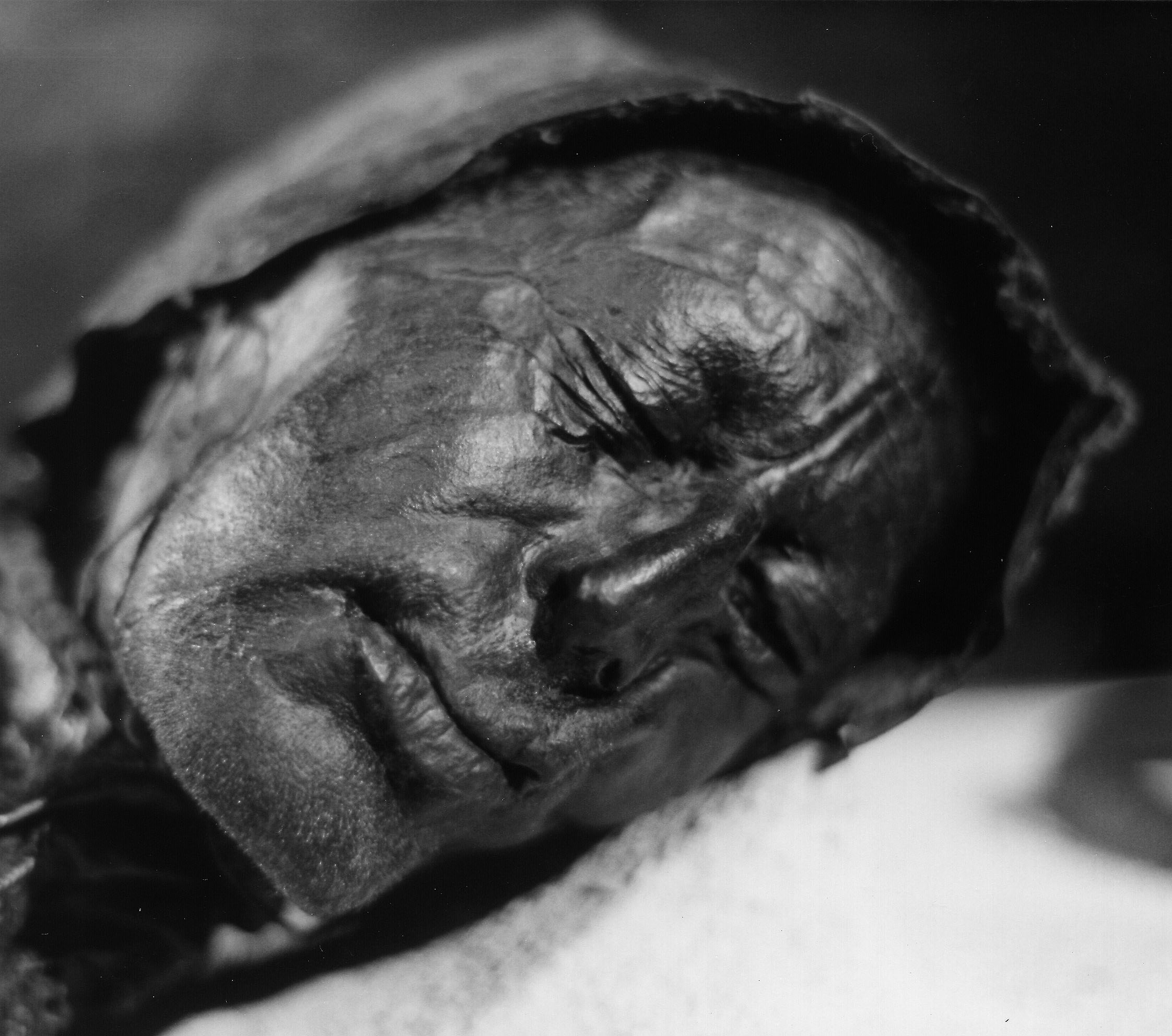
Hombre de Tollund, que vivió en el siglo IV a. C.

Las momias de los pantanos, también conocidas como cuerpos de los pantanos o momias de las ciénagas, son cadáveres humanos preservados naturalmente en pantanos de esfagno en el norte de Europa. A diferencia de los restos humanos más antiguos, han conservado su piel y órganos internos debido a las inusuales condiciones en el área circundante. Estas condiciones incluyen agua muy ácida, baja temperatura y ausencia de oxígeno, que conservan la piel pero la oscurecen. Aunque la piel se conserva, los huesos no lo hacen, ya que el ácido en la turba disuelve el fosfato de calcio del hueso.
En 1965, el científico alemán Dr. Alfred Dieck catalogó la existencia de unos 1850 noreuropeos, pero muchos no han podido ser verificados por documentos o descubrimientos arqueológicos; de hecho, un artículo en un diario arqueológico alemán los llamó "gente imaginaria" concluyendo que muchos de los cuerpos eran fabricados. Muchos, si no todos, se han datado en la Edad de Hierro. Muchos muestran signos de haber sido asesinados y depositados de una manera similar, indicando algún tipo de elemento ritual, que muchos arqueólogos creen que muestra que fueron víctimas de sacrificios humanos del paganismo germánico de la Edad de Hierro; aunque Cornelio Tácito específicamente describe esto como una forma de castigo capital sacralizado en la Germania del siglo I. Algunos de los ejemplos más notables de momias de pantano incluyen al hombre de Tollund, al hombre de Grauballe de Dinamarca y al hombre de Lindow de Inglaterra.

## Química del pantano

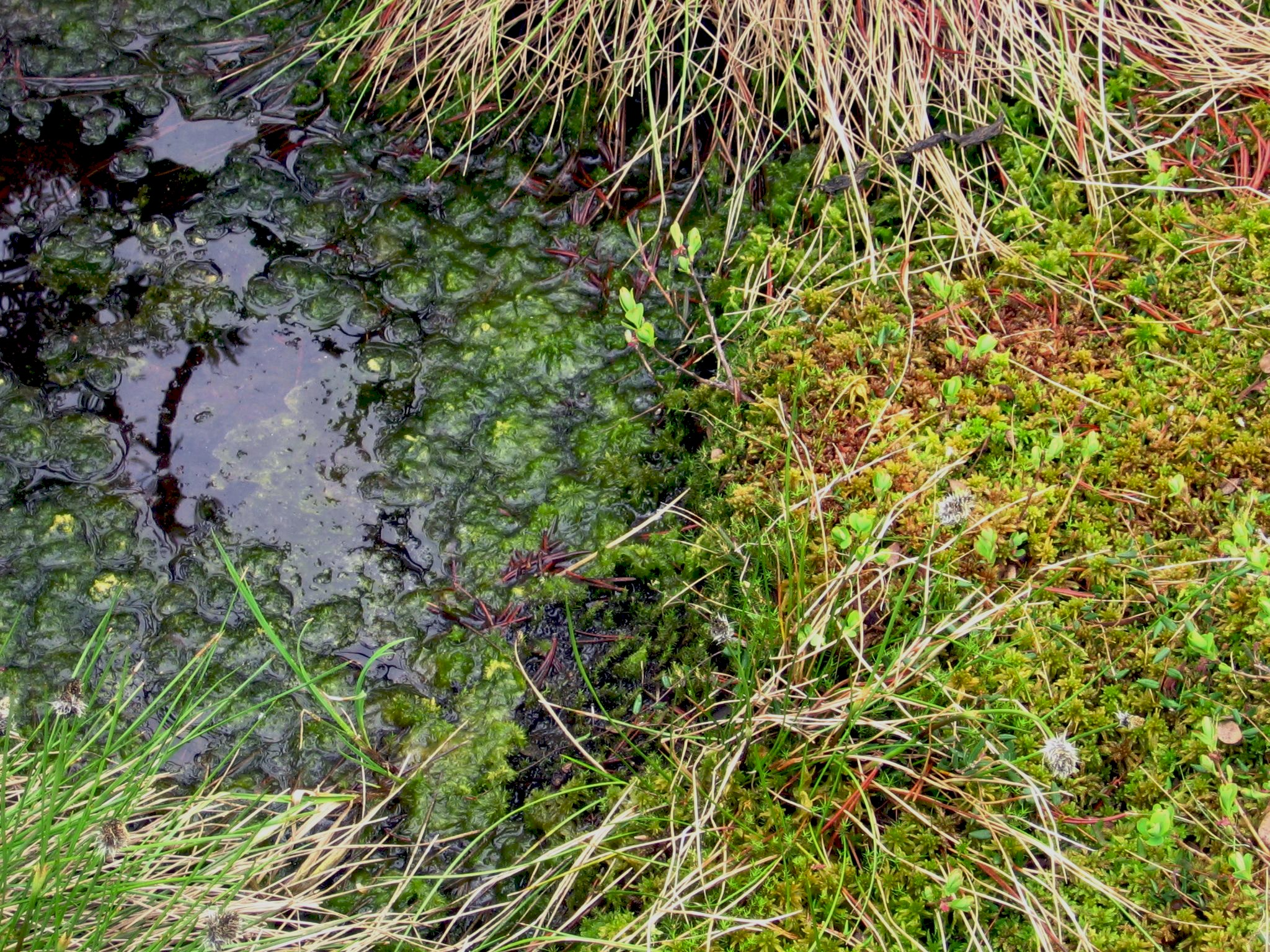
Musgo de esfagno, que ayuda a la preservación de las momias del pantano

Solo un número limitado de pantanos tienen las condiciones necesarias para la preservación del tejido de mamíferos. La mayoría están localizados en climas fríos del norte de Europa cerca de masas de agua salada. Por ejemplo, en el área de Dinamarca donde se recuperó la mujer de Haraldskær, sopla el aire del mar del Norte a través de los pantanos de Jutlandia proporcionando un ambiente ideal para el crecimiento de la turba. Conforme la nueva turba reemplaza la antigua, el material más antiguo por debajo se pudre y libera ácidos húmicos, también conocidos como ácido del pantano. Los ácidos del pantano, con pH similares al vinagre, conserva a los cuerpos humanos de la misma manera que se conserva la fruta en escabeche. además, las turberas se forman en zonas carentes de drenaje, por lo que se caracterizan por condiciones casi completamente anaeróbicas. Este ambiente, muy ácido y carente de oxígeno, impide a los organismos aeróbicos de la subsuperficie la oportunidad de iniciar la descomposición. Los investigadores han descubierto que para la conservación de los cuerpos, es necesario que se depositen durante el invierno o a principios de la primavera cuando la temperatura del agua es fría. Esto permite a los ácidos del pantano saturar los tejidos antes de que comience la descomposición. Las bacterias son incapaces de crecer lo suficientemente rápido para iniciar la descomposición cuando las temperaturas están por debajo de los 4 °C.
En el pantano se presentan una concentración considerable de ácidos orgánicos y aldehídos. Las capas de esfagno y turba participan en la conservación de los cadáveres envolviéndolos en una matriz fría inmovilizante, impidiendo la circulación del agua y cualquier oxigenación. Una característica de la preservación de pantanos ácidos es la habilidad de conservar el pelo, ropa y objetos de cuerpo. Los experimentadores modernos han sido capaces de imitar las condiciones del pantano en el laboratorio y demostrar con éxito el proceso de la preservación, aunque en menos tiempo, que los 2500 años que ha sobrevivido la mujer de Haraldskære. La mayoría de los cuerpos del pantano descubiertos tienen algunos aspectos de descomposición o no fueron conservados correctamente. Cuando esos especímenes se exponen a la atmósfera normal, pueden empezar a descomponerse rápidamente. Como resultado, muchos especímenes han sido destruidos, como el primer cuerpo del pantano de Husbäke. Se estima que 53 cuerpos del pantano, siendo el hombre de Cashel el último descubierto, han sobrevivido.

## Contexto histórico

### Cuerpos de la edad de hierro

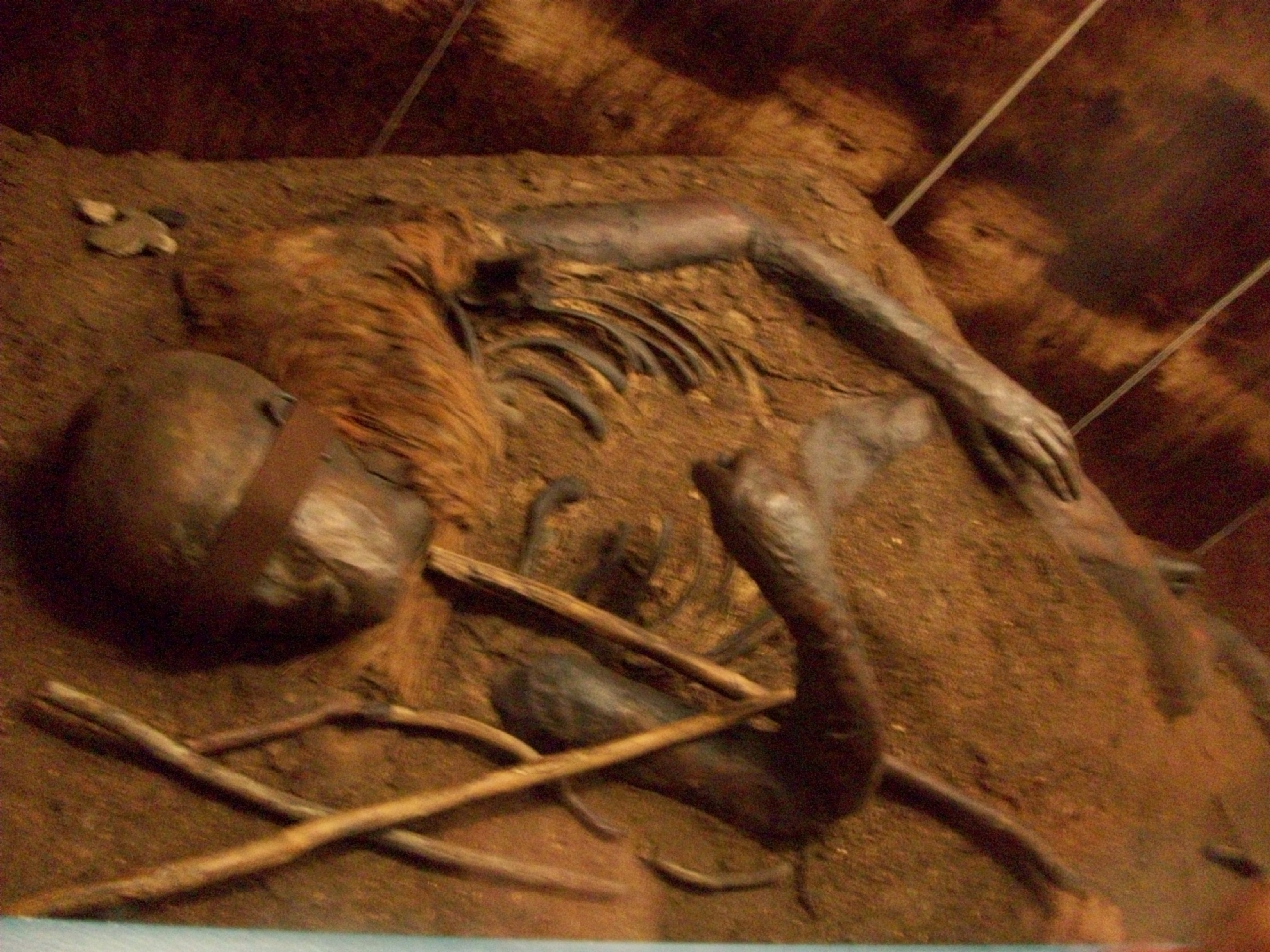
Windeby I, el cuerpo de un adolescente encontrado en Schleswig, Alemania

La mayoría de los cuerpos descubiertos datan de la Edad de Hierro, un periodo en el que los pantanos cubrían un área más grande en el norte de Europa en comparación con la actualidad. Muchos de esos cuerpos tienen similitudes, indicando una tradición cultural conocida de matar y depositar esa gente de cierta manera. Estas personas prerromanas de la edad de hierro vivieron en comunidades sedentarias, que habían construido  villas, cuya sociedad era jerarquizada. Eran agricultores, criando animales en cautividad así como cultivando cereales. En algunas partes del norte de Europa, también pescaban. Aunque eran independientes del Imperio romano, que dominaba el sur de Europa en aquella época, comerciaban con ellos.
Para esta gente, los pantanos tenían algún tipo de significado, y de hecho, lanzaron ofrendas votivas en ellos, a veces collares, pulseras o tobilleras hechos de bronce y en ocasiones de oro. El arqueólogo P.V. Glob creía que eran "ofrendas a los dioses de la fertilidad y buena fortuna". Se especula que los cuerpos de la edad de hierro fueron arrojados al pantano por razones similares, y que fueron ejemplos de sacrificios humanos a los dioses. Sin embargo, otros especulan, basados en la clara referencia de la práctica en el trabajo de Tácito, Germania, que los cuerpos fueron criminales que fueron ejecutados antes de ser depositados en el pantano en vez de sacrificios religiosos.
Muchas momias muestran signos de haber sido apuñaladas, golpeadas, ahorcadas o estranguladas, o una combinación de esos métodos. En algunos casos el individuo ha sido decapitado, y en el caso de la cabeza de Osterby encontrada en Kohlmoor, cerca de Osterby, Alemania en 1948, la cabeza fue depositada en el fango sin el cuerpo.
Normalmente los cadáveres estaban desnudos, a veces con algunas prendas, particularmente sombreros. En unos cuantos, se habían colocado ramas, palos o piedras sobre el cuerpo, a veces en forma de cruz y otras, se habían usado horquetas para hundir el cadáver. De acuerdo con el arqueólogo P.V. Glob, "Probablemente esto indica su deseo de hundir firmemente al muerto en el fango." Algunos cuerpos muestran signos de torturas, como el hombre de Croghan, que había sido cortado bajo sus pezones.
Algunas momias del pantano, como el hombre de Borremose y el hombre de Tollund ambos en Dinamarca, se han encontrado con las cuerdas usadas para estrangularlos alrededor de sus cuellos. Algunos, como la niña de Yde en los Países Bajos y los cuerpos del pantano en Irlanda, tienen el pelo rapado en un lado de sus cabezas, aunque puede que sea porque un lado de sus cabezas haya estado expuesto al oxígeno durante más tiempo que el otro. Algunos cuerpos parecen pertenecer a miembros de la clase alta: sus uñas tienen la manicura, y las pruebas en el pelo indican que tenían una buena nutrición. Estrabón informa que los celtas practicaron presagios en las entrañas de las víctimas humanas, como uno de los hombres de Weerdinge en el sur de los Países Bajos, donde las entrañas se habían extraído parcialmente a través de incisiones.
Actualmente, las modernas técnicas de análisis forense sugieren que algunas lesiones, como los huesos rotos y los cráneos aplastados, no fueron causados por la tortura, sino por el peso del fango. Por ejemplo, se creía que el cráneo del hombre de Grauballe fue fracturado por un golpe en la cabeza. Sin embargo, una tomografía computarizada del hombre de Grauballe realizada por científicos daneses determinaron que su cabeza fue fracturada por la presión del fango tiempo después de su muerte.